# محمد الحموي
محمد حيان راتب الحموي (مواليد 30 نوفمبر 1983) لاعب كرة قدم دولي سابق سوري يلعب حاليا لصالح نادي الدرجة الثانية الشباب البحريني في مركز المهاجم من 2015 كما يجيد اللعب في مركز الوسط المهاجم.

## مسيرة الأندية
بدأ الحموي مسيرته المهنية مع الكرامة. في أغسطس 2008 انتقل إلى التضامن الكويتي ولكنه رحل عنه بعد أربعة أشهر. في ديسمبر 2008 عاد إلى الكرامة.

## مسيرة المنتخبات
كان الحموي ضمن لاعبي منتخب سوريا تحت 19 سنة الذي احتل المركز الرابع في بطولة آسيا للشباب لكرة القدم 2004 في ماليزيا ثم كان جزءا من منتخب سوريا تحت 20 سنة في بطولة العالم للشباب لكرة القدم 2005 في هولندا. لعب ضد إيطاليا وكولومبيا في دور المجموعات وضد البرازيل في الدور الثمن النهائي. سجل هدف واحد ضد إيطاليا.

## الإنجازات

### الكرامة
- الدرجة الأولى (4): 2006 - 2007 - 2008 - 2009
- كأس الجمهورية السورية (4): 2007 - 2008 - 2009 - 2010
- كأس السوبر السوري (1): 2008

### الشخصية
- لاعب العام في سوريا (1): 2009
- جائزة الاتحاد الآسيوي لكرة القدم عبد الله الدبل لأفضل لاعب قيم (1): 2009
- هداف كأس الاتحاد الآسيوي (1): 2009 (8 أهداف)